# Sascha Stemberg
Sascha Stemberg (* 19. Juni 1979 in Velbert) ist ein deutscher Koch. 

## Werdegang
Sascha Stemberg ist in fünfter Generation Küchenchef im Haus Stemberg.
Nach der Ausbildung im heimatnahen Gasthof Kuhs in Heiligenhaus ging Stemberg 1999 zu Hans-Peter Wodarz und seinen Pomp-Duck-Circumstances in Düsseldorf und zum Restaurant Victorian zu Günter Scherrer in Düsseldorf (ein Michelinstern). 2000 begann er seinen Zivildienst als Koch in der Reha-Klinik in Hattingen.  2002 wechselte er zum Restaurant Hummerstübchen zu Peter Nöthel in Düsseldorf (ein Michelinstern) und 2003 zum Hotel Paradis auf Mauritius. 
2003 kam er zurück ins heimische Haus-Stemberg Anno 1864 in Velbert und wurde 2004 Küchenchef. Das Restaurant wurde 2014 mit einem Michelinstern ausgezeichnet.

## Auszeichnungen
- Seit 2014: Ein Stern im Guide Michelin für das Restaurant Haus-Stemberg Anno 1864 in Velbert
- 2021: „Restaurant des Jahres“ im Magazin Der Feinschmecker